# 第18独立海兵大隊 (ウクライナ海兵隊)
第18独立海兵大隊（だい18どくりつかいへいだいたい、ウクライナ語: 18-й окремий батальйон морської піхоти）は、ウクライナ海兵隊の大隊。第35独立海兵旅団隷下。

## 概要

### ドンバス戦争

#### ウクライナ領土防衛隊

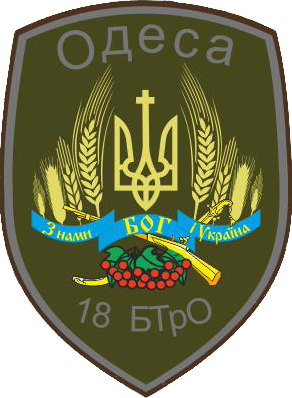
第18オデッサ領土防衛大隊

2014年5月30日、ドンバス戦争の影響に伴い、ウクライナ領土防衛大隊の第18オデッサ領土防衛大隊としてオデッサ州オデッサで創設された。
2014年6月からドンバス戦争に投入され、南部オデッサ州、東部ドネツィク州の検問所に配備された。 

#### ウクライナ陸軍
2014年11月、ウクライナ陸軍に編入し、第28独立親衛機械化旅団隷下に配属され、第18独立自動車化歩兵大隊に改編された。

#### ウクライナ海軍

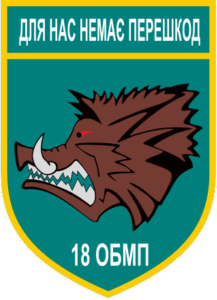
ウクライナ海軍第18独立海軍歩兵大隊

2018年5月、ウクライナ海軍に編入し、新編の第35独立海軍歩兵旅団隷下に転属され、第18独立海軍歩兵大隊に改編された。

### ロシアのウクライナ侵攻

#### 南部・ムィコラーイウ戦線
2022年2月24日、ロシアのウクライナ侵攻では、南部ムィコラーイウ州ムィコラーイウ地区に配備され、4月にロシア軍をムィコラーイウで撃退した。6月に南部ムィコラーイウ州の前線でセルヒイ・デルドゥガ大隊長が戦死した。

#### 南部・ヘルソン戦線
2022年8月、南部ヘルソン州ヘルソン地区に再配置され、11月中旬にヘルソンを解放してロシア軍はドニエプル川西岸から撤退した。

#### 東部・アウディーイウカ戦線
2022年12月、東部ドネツィク州ポクロウシク地区に再配置され、アウディーイウカを防御した。
2023年5月、ウクライナ海軍からの独立で創設されたウクライナ海兵隊に編入した。

## 編制
- 大隊本部（サラタ）
- 第1海兵中隊
- 第2海兵中隊
- 空中強襲中隊
- 迫撃砲中隊
- 兵站中隊
- 対戦車小隊
- 偵察小隊
- 工兵小隊
- 通信小隊
- 衛生小隊
- 水陸両用車小隊